# Бир-Тавиль
Бир-Тави́ль (араб. بيرطويل‎ «длинный источник») — территория, граничащая с севера с Египтом, а с запада, юга и востока — с Суданом. Своё название получила по имени местного источника воды (ныне не существующего). Обе страны отказываются от своих претензий на Бир-Тавиль.
Бир-Тавиль имеет форму четырёхугольника, но, несмотря на это, иногда его именуют «треугольник Бир-Тавиль».

## История
По соглашению 1899 года об англо-египетском кондоминиуме в Судане, граница между Египтом и Суданом проходила по 22-й параллели. Однако в 1902 году Британия провела новую «административную границу», независимую от «политической границы», в результате чего Треугольник Халаиба был передан под управление администрации Судана. Одновременно с этим Бир-Тавиль был передан под управление Египта, поскольку его территория использовалась как пастбище племенем Абабде, проживавшим на египетской территории.
После того как оба государства получили независимость, Халаибский треугольник остался под контролем Судана, а Бир-Тавиль — под египетским управлением. 1 февраля 1958 года Египет потребовал от Судана возвращения к границе 1899 года и передачи Халаибского треугольника, в обмен на это отказавшись от прав на гораздо менее ценную территорию — Бир-Тавиль. Судан не согласился уступить треугольник и признавал границу 1902 года. Но в 1995 году Египет, в результате военных стычек, вернул часть треугольника себе. В 2000 году треугольник Халаиба полностью перешёл в состав Египта, но Судан до сих пор имеет на него территориальные претензии. Так возникла ситуация, когда обе страны, граничащие с Бир-Тавилем, не считают его своей территорией.

## География
Общая площадь территории составляет 2060 км², протяжённость с запада на восток колеблется от 95 км на севере до 46 км на юге, протяжённость с севера на юг — от 26 до 31 км. В северной части Бир-Тавиля расположена гора Тавиль высотой 459 метров, в восточной — самая высокая на территория гора Хазар-аз-Зарка (662 метра), в южной — вади Тавиль и вершина Карим-Маунт (ранее имела название Бартазуга).

## Население
Официально на территории нет постоянного населения, однако в юго-восточной части находится большой лагерь племени Абабде.
В разное время в нём могут проживать несколько тысяч человек, в основном занимающиеся нелегальной добычей золота.

## Виртуальные государства, претендующие на Бир-Тавиль
Королевство Северный Судан — в июне 2014 свои права на территорию заявил житель американского города Абингдон (штат Виргиния) Джереми Хитон.
Королевство Средиземье — в 2015 году российский предприниматель Дмитрий Жихарев провозгласил себя королём Бир-Тавиля.